# Oscar Ivanissevich
Oscar Ivanissevich (Buenos Aires, 1893 ou 1895 — ibidem, 1976) était un chirurgien, footballeur et homme politique péroniste argentin d’ascendance croate. 
Chirurgien de formation, il enseigna à l’université de Buenos Aires et fut à l’origine de quelques innovations chirurgicales. Ayant été un péroniste de la première heure, il fut nommé, après l'accession au pouvoir de Perón en 1946, ambassadeur d’Argentine aux États-Unis, et occupa ensuite par deux fois le poste de ministre de l’Éducation nationale, sous le premier péronisme d’abord, de 1948 à 1950, puis sous Isabel de Perón, de 1974 à 1975 ; il tendit à ce titre à marquer d’une forte empreinte catholique et nationaliste l’instruction publique en Argentine.

## Biographie

### Carrière sportive
Oscar Ivanissevich commença à pratiquer le football au King Edward College, école portègne fréquentée à la fin du XIXe siècle par les enfants d’immigrés anglais et il dont suivit lui-même les cours en 1905, y excellant comme avant-centre. Un an après, il rejoignit les rangs du club Buenos Aires English High School, qui deviendra quelques années plus tard, sous le nom de Alumni Athletic Club, champion de Première Division amateur (Era amateur) du championnat argentin. Il passa ensuite à Kimberley, en deuxième division, et de là au Club Atlético Estudiantes, dont il sera le capitaine. Il se retira du sport en 1917 pour se vouer à la chirurgie.

### Carrière médicale
Oscar Ivanissevich enseigna à l’université de Buenos Aires et à l’université nationale autonome de Mexico, et fut président de l’Académie argentine de chirurgie. Il publia Hidatidosis ósea (l’hydatidose osseuse) et Tratamiento de los quistes hidatídicos del pulmón (Traitement des kystes hydatidiques du poumon). En 1918, il proposa un nouveau traitement de la varicocèle, procédant par ligature tronculaire de la veine spermatique interne, technique qui eut une résonance internationale ; plus tard, en 1937, il proposa une nouvelle approche rétropéritonéale.

### Parcours politique
Oscar Ivanissevich figura parmi les premiers soutiens de Juan Perón, et en fut récompensé après l’élection de celui-ci, en février 1946, par un poste d’administrateur (interventeur) de l’université de Buenos Aires et par une nomination comme ambassadeur d’Argentine aux États-Unis de 1946 à 1948. De retour en Argentine, il fut désigné ministre de l’Éducation, de 1948 à 1950, sous le premier gouvernement de Juan Perón, et le sera une seconde fois, entre août 1974 et août 1975, sous le gouvernement de María Estela Martínez de Perón. 
Lors de son premier mandat ministériel, Ivanissevich engagea une vaste réforme de l’enseignement public, par laquelle allait être confié aux écoles publiques un rôle central dans le façonnement de jeunes citoyens patriotiques, catholiques et loyaux à la cause péroniste. Le même dessein, cette fois à destination du public adulte, présida d’autre part à la création de la revue Argentina, dont Ivanissevich sera, aux côtés de l’écrivain d’extrême-droite Gustavo Martínez Zuviría, alias Hugo Wast, rédacteur en chef. Dans une allocution en 1949, il déclara que l’objectif de la revue était d’« améliorer et de perfectionner la formation des adultes », en particulier en « écartant ce venin toxique de la littérature étrangère ». Cela, combiné à l’instruction scolaire, devait selon lui aider à se débarrasser des cabecitas negras, les têtes noires, terme dépréciatif désignant les prolétaires à peau plus sombre originaires des campagnes de l’intérieur et récemment installés dans les banlieues de Buenos Aires ; à rebours d’Eva Perón et d’autres personnalités péronistes, qui se plaisaient à faire de ce sobriquet un titre d’honneur, Ivanissevich au contraire estimait qu’il convenait d’éliminer les cabecitas par des interventions culturelles, en s’attachant à élever les déshérités et en développant chez eux et chez tous les Argentins « une conscience sociale, une prise de  conscience de leur responsabilité sociale ».  
Les archives du service d’immigration argentin attestent qu’au lendemain de la Deuxième Guerre mondiale, Magda Ivanissevich de D’Angelo Rodríguez, sœur d’Oscar Ivanissevich, et lui-même, s’employèrent à offrir l’asile à d’anciens nazis, en particulier croates. Il a pu être documenté notamment que Magda Ivanissevich s’activa en faveur du rexiste belge Jean-Jules Lecomte, condamné par contumace dans son pays d’origine pour génocide, et débouté par les services d’immigration. 
Oscar Ivanissevich est réputé être le co-auteur des paroles de la Marche péroniste (dite aussi Los Muchachos Peronistas), et fut l’auteur de celles de la marche Canto al trabajo (Chant au travail).

## Publications

### Articles dans des revues scientifiques
- O. Ivanissevich, H. Gregorini, Una nueva operación para curar el varicocele, dans Sem Med n° 25 (1918).
- O. Ivanissevich, Left  varicocele  due  to  reflux.  Experience  with  4470  operative  cases  in  forty  two  years, dans Journal of Int Col of Surg; 36:742. 1960.